# Bistró

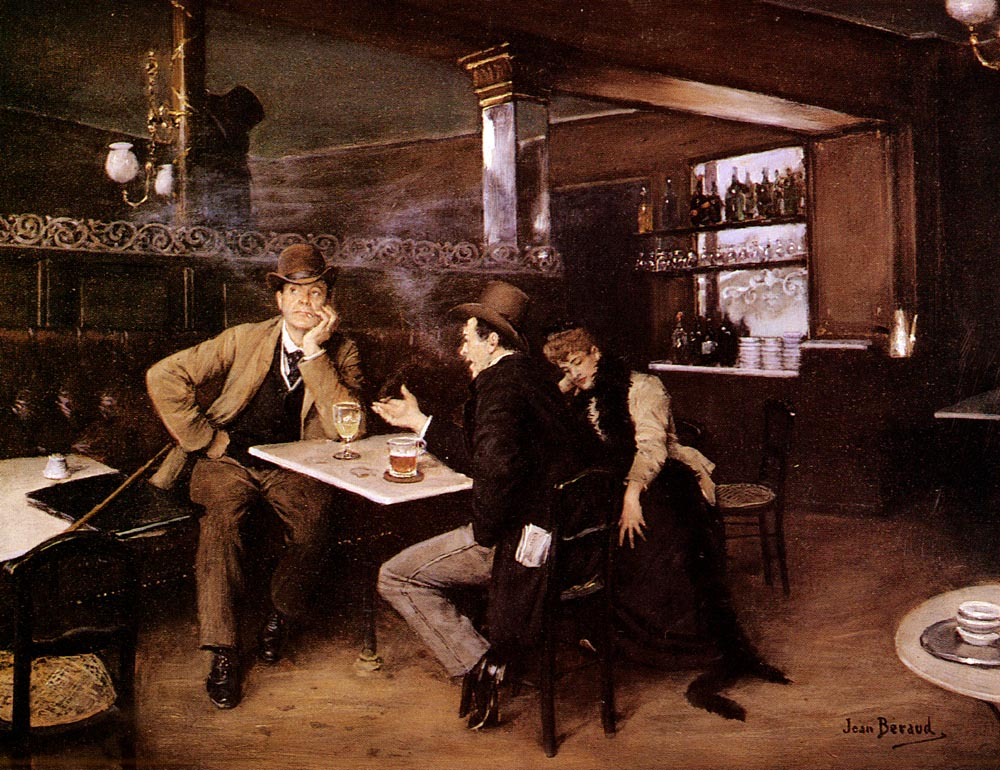
En el bistró, cuadro de 1891 de Jean Béraud.

Un bistró (del francés bistrot o bistro) es un pequeño establecimiento popular de Francia en el que se sirven bebidas alcohólicas, café, quesos y otras bebidas. También, pequeños restaurantes de comidas a precios económicos.

## Etimología
El origen de la palabra «bistró» es dudoso y lleva a disputas. Una de las versiones menciona que su origen puede provenir del ruso: быстро (IPA: [bɨstrə]) (bystra!) que significa 'rápido'. Según parece, los soldados rusos que ocuparon Francia tras las Guerras Napoleónicas se dirigían frecuentemente a los civiles franceses en los restaurantes demandando la comida rápida: "¡быстро!, 'быстро!", de esta forma la palabra se convirtió en un neologismo: Bistro.Sin embargo, varios lingüistas franceses no aceptan esta etimología porque sorprendentemente no se encuentra esta palabra hasta fines del siglo XIX.
Otra de las versiones menciona que se trata probablemente de un regionalismo importado en París en el siglo XIX; de ahí se difundió a través de toda Francia. Procedería del poitevin bistraud,que inicialmente aludía a un criado, luego a un criado del negociante de vinos, luego al mismo negociante de vinos y finalmente al despacho de vinos.

## Estilo
El bistró tradicional es simplemente una tasca, una taberna o un garito de París, que servía sobre todo vino. Era un lugar popular, que a menudo no gozaba de muy buena fama. A lo largo del siglo XX, el turismo lo fue convirtiendo en un punto de referencia del modo de vida parisino.
El bistró francés no tiene un estilo de comida definido aunque, por su origen obrero y popular, siempre ha servido platos tradicionales, hechos con alimentos frescos y considerados saludables. El menú de los bistrós, al igual que su decoración, se ha ido renovando hasta llegar a ser a menudo elegante, debido al auge de la comida tradicional y regional. Algunos chefs de cocina anglosajones, como Jamie Oliver y Gordon Ramsay, hacen referencia a este estilo.
Algunos bistrós tienen, como antaño, despacho de venta de vinos y otros ofrecen platos de cocina internacional.
El término "bistró" se ha extendido a otros países, en los que se suele referir a establecimientos de reciente creación cuya cocina se basa en platos clásicos.